# Trận Fujigawa
Trận Fujigawa (富士川の戦い Fujigawa no tatakai, Trận Phú  Sĩ Xuyên) là một trận đánh trong Chiến tranh Genpei, vào thời kỳ Heian trong lịch sử Nhật Bản. Nó diễn ra vào năm 1180, tại nơi ngày nay là tỉnh Shizuoka.
Cố sớm phục hồi sức mạnh những tháng năm bị lưu đày, và xây dựng lại quân đội, Minamoto no Yoritomo cử người đưa thư đến cho các gia đình khác. Khi ông tiếp tục tiến qua vùng dưới chân núi Fuji, vào tỉnh Suruga, ông dự định hội quân với gia tộc Takeda và các gia tộc khác trong các tỉnh Kai và Kozuke về phía Bắc. Trong đêm, người ta cho rằng nhà Taira đã nhầm tưởng tiếng lũ chim nước là quân phục kích của gia tộc Minamoto, và bỏ chạy, mà chưa có trận đán thực sự nào diễn.